# Championnat d'Angleterre de football 1913-1914
Navigation
Édition précédente Édition suivante
La 26e édition du championnat d'Angleterre de football est remportée par Blackburn Rovers. C’est le deuxième titre de champion d’Angleterre en trois ans pour le club. Aston Villa termine une nouvelle fois deuxième.
Le système de promotion/relégation reste en place: descente et montée automatique, sans matchs de barrage pour les deux derniers de première division et les deux premiers de deuxième division. Preston North End et Derby County descendent en deuxième division. Ils sont remplacés pour la saison 1913/14 par Notts County et Bradford Park Avenue.
George Elliott, joueur de Middlesbrough, avec  32 buts, termine meilleur buteur du championnat. 

## Les clubs de l'édition 1913-1914
| Club                                      | Ville               |
| ----------------------------------------- | ------------------- |
| Aston Villa Football Club                 | Birmingham          |
| Blackburn Rovers Football Club            | Blackburn           |
| Bolton Wanderers Football Club            | Bolton              |
| Bradford City Association Football Club   | Bradford            |
| Burnley Football Club                     | Burnley             |
| Chelsea Football Club                     | Londres             |
| Derby County Football Club                | Derby               |
| Everton Football Club                     | Liverpool           |
| Liverpool Football Club                   | Liverpool           |
| Manchester City Football Club             | Manchester          |
| Manchester United Football Club           | Manchester          |
| Middlesbrough Football Club               | Middlesbrough       |
| Newcastle United Football Club            | Newcastle upon Tyne |
| Oldham Athletic Association Football Club | Oldham              |
| Preston North End Football Club           | Preston             |
| Sheffield United Football Club            | Sheffield           |
| Sunderland Association Football Club      | Sunderland          |
| Tottenham Hotspur Football Club           | Londres             |
| The Wednesday                             | Sheffield           |
| West Bromwich Albion Football Club        | Birmingham          |

## Classement
| Rang | Équipe               | Pts | J  | G  | N  | P  | Bp | Bc | Diff |
| ---- | -------------------- | --- | -- | -- | -- | -- | -- | -- | ---- |
| 1    | Blackburn Rovers     | 51  | 38 | 20 | 11 | 7  | 78 | 42 | +36  |
| 2    | Aston Villa          | 44  | 38 | 19 | 6  | 13 | 65 | 50 | +15  |
| 3    | Middlesbrough        | 43  | 38 | 19 | 5  | 14 | 77 | 60 | +17  |
| 4    | Oldham Athletic      | 43  | 38 | 17 | 9  | 12 | 55 | 45 | +10  |
| 5    | West Bromwich Albion | 43  | 38 | 15 | 13 | 10 | 46 | 42 | +4   |
| 6    | Bolton Wanderers     | 42  | 38 | 16 | 10 | 12 | 65 | 52 | +13  |
| 7    | Sunderland           | 40  | 38 | 17 | 6  | 15 | 63 | 52 | +11  |
| 8    | Chelsea              | 39  | 38 | 16 | 7  | 15 | 46 | 55 | -9   |
| 9    | Bradford City        | 38  | 38 | 12 | 14 | 12 | 40 | 40 | 0    |
| 10   | Sheffield United     | 37  | 38 | 16 | 5  | 17 | 63 | 60 | +3   |
| 11   | Newcastle United     | 37  | 38 | 13 | 11 | 14 | 39 | 48 | -9   |
| 12   | Burnley              | 36  | 38 | 12 | 12 | 14 | 61 | 53 | +8   |
| 13   | Manchester City      | 36  | 38 | 14 | 8  | 16 | 51 | 53 | -2   |
| 14   | Manchester United    | 36  | 38 | 15 | 6  | 17 | 52 | 62 | -10  |
| 15   | Everton              | 35  | 38 | 12 | 11 | 15 | 46 | 55 | -9   |
| 16   | Liverpool            | 35  | 38 | 14 | 7  | 17 | 46 | 62 | -16  |
| 17   | Tottenham            | 34  | 38 | 12 | 10 | 16 | 50 | 62 | -12  |
| 18   | The Wednesday        | 34  | 38 | 13 | 8  | 17 | 53 | 70 | -17  |
| 19   | Preston North End    | 30  | 38 | 12 | 6  | 20 | 52 | 69 | -17  |
| 20   | Derby County         | 27  | 38 | 8  | 11 | 19 | 55 | 71 | -16  |

|  | Champion d'Angleterre |
|  | Relégation            |

### Meilleur buteur
- George Elliott, Middlesbrough, 32 buts

## Bilan de la saison
| Tableau d'Honneur                    |                  |
| Compétition                          | Vainqueur        |
| Championnat d'Angleterre de football | Blackburn Rovers |
| Coupe d'Angleterre de football       | Burnley          |
| Charity Shield                       | Professionals XI |

| Promotions et relégations |                                   |
| Promus                    | Notts County Bradford Park Avenue |
| Relégués                  | Preston North End Derby County    |

## Sources
- Classement sur rsssf.com